# 芒傑 (密蘇里州)
芒傑（英語：Munger）是位於美國密蘇里州雷諾茲縣的非建制地區。

## 歷史
芒傑的郵局於1884年設立，其後於1932年停運。

## 地理
芒傑所處的海拔為高於海平面294米（即965英呎），而該地所採用的時區為UTC-6，即北美中部時區（CST）。同時該地設有夏令時間，為UTC-6調快一小時，即UTC-5（CDT）。